# Diagonalensatz
Der Diagonalensatz   ist ein  Lehrsatz der Elementargeometrie, mit dem eine charakteristische Bedingung formuliert wird, unter der ein  Viereck der euklidischen Ebene ein Parallelogramm ist.

## Formulierung des Satzes

Parallelogramm mit Diagonalen

Der Satz besagt folgendes:
Gegeben sei ein Viereck {\displaystyle \square {ABCD}} der euklidischen Ebene.

Dann gilt:
{\displaystyle \square {ABCD}} ist jedenfalls dann ein Parallelogramm, wenn die beiden Diagonalen {\displaystyle {\overline {AC}}}  und {\displaystyle {\overline {BD}}} sich gegenseitig halbieren in der Weise, dass die Mittelpunkte der beiden Diagonalen übereinstimmen.

## Herleitung mittels Vektorrechnung
Die Bedingung besagt, dass es in der euklidischen Ebene einen Punkt {\displaystyle S} gibt dergestalt, dass die beiden Vektorgleichungen {\displaystyle {\overrightarrow {AS}}={\overrightarrow {SC}}} und {\displaystyle {\overrightarrow {BS}}={\overrightarrow {SD}}} bestehen.
Daraus folgert man:
{\displaystyle {\overrightarrow {AD}}={\overrightarrow {AS}}+{\overrightarrow {SD}}={\overrightarrow {SC}}+{\overrightarrow {BS}}={\overrightarrow {BS}}+{\overrightarrow {SC}}={\overrightarrow {BC}}}.
Genauso ergibt sich:
{\displaystyle {\overrightarrow {AB}}={\overrightarrow {AS}}+{\overrightarrow {SB}}={(-{\overrightarrow {CS}})}+{(-{\overrightarrow {BS}})}={(-{\overrightarrow {CS}})}+{(-{\overrightarrow {SD}})}=-({\overrightarrow {CS}}+{\overrightarrow {SD}})=-{\overrightarrow {CD}}={\overrightarrow {DC}}}.
Dies beweist den Satz.

## Verallgemeinerung auf Koordinatenebenen
Der Diagonalensatz lässt sich auf  affine Koordinatenebenen {\displaystyle {\mathbb {A} }_{2}(K)=K^{2}} über kommutativen Körpern {\displaystyle K} einer Charakteristik {\displaystyle \operatorname {char} (K)\neq 2} ausdehnen und verschärfen; und zwar wie folgt:
Gegeben seien vier paarweise verschiedene nichtkollineare Punkte {\displaystyle A,B,C,D\in {\mathbb {A} }_{2}(K)}.

Dann sind die folgenden beiden Bedingungen gleichwertig:
(A1) Die vier Punkte bilden ein Parallelogramm; d. h.:
Es sind {\displaystyle {A\vee B}\parallel {C\vee D}} und {\displaystyle {A\vee D}\parallel {B\vee C}}.
(A2) Die  beiden Diagonalen  {\displaystyle {A\vee C}} und {\displaystyle {B\vee D}} schneiden sich im Mittelpunkt der beiden Diagonalen; d. h.:
Es gilt {\displaystyle {\frac {1}{2}}(A+C)={\frac {1}{2}}(B+D)} .

### Anmerkung zu Koordinatenebenen über Körpern der Charakteristik 2
Für einen kommutativen Körper {\displaystyle K} der Charakteristik {\displaystyle \operatorname {char} (K)=2} ist der Sachverhalt anders. Bilden in diesem Falle vier Punkte ein Parallelogramm, so sind die Diagonalen parallel.